# ガルフ諸島

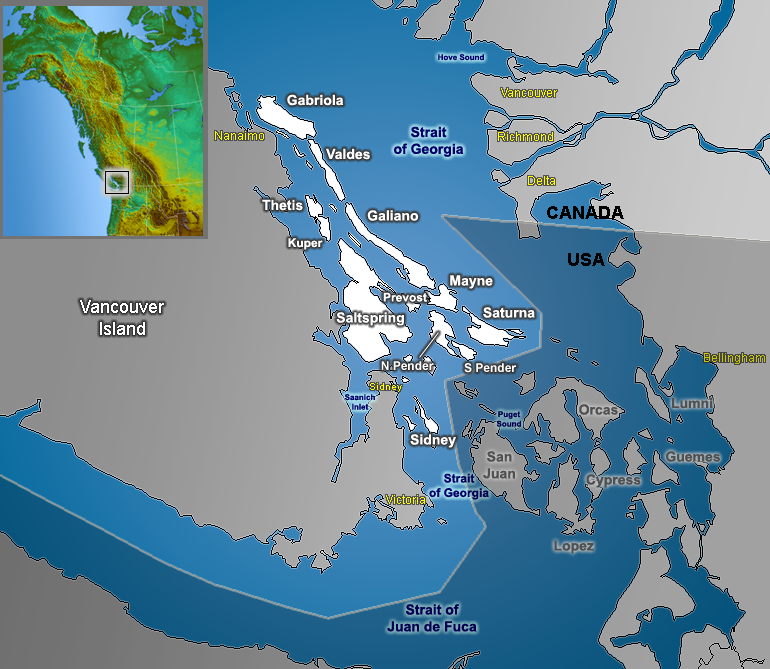
ガルフ諸島地図

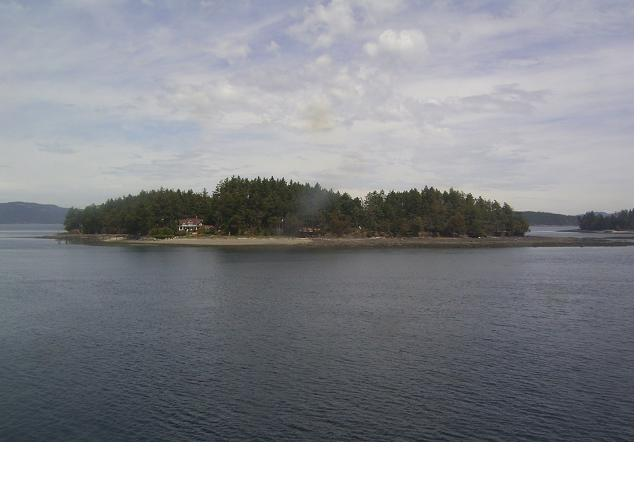
ガルフ諸島の景観

ガルフ諸島（英：Gulf Islands）は、カナダブリティッシュコロンビア州太平洋沿岸地域の本土とバンクーバー島を隔てるジョージア海峡に点在する島々の総称である。一部、国立公園にも指定されている。
また、同名のハウラキガルフ諸島が、ニュージーランドのオークランド海岸に存在する。
ガルフ諸島という名称は、かつてジョージア海峡をジョージア湾（訳注：Gulfは英語で「湾」の意味）と誤って名づけられたことに由来する。
ガルフ諸島は普通サザンガルフ諸島とノーザンガルフ諸島の2つのグループに分けられ、バンクーバー島のナナイモと本土側のフレーザー川河口部を結ぶ線が南北のガルフ諸島の境界線となっている。

## サザンガルフ諸島
サザンガルフ諸島は、アメリカ合衆国のサンファン諸島とともに一つの群島を形成している。
以下、サザンガルフ諸島に数多く存在する島のうち、主な島を紹介する。
- ボウエン島
- ガブリオラ島
- ガリアノ島
- クーパー島
- メイン島
- 南北ペンダー島
- ソルトスプリング島
- サトゥーナ島
- テティス島
- バルデス島

ガルフ諸島国立公園は、2003年にその独特な生態系を保護するため、パークス・カナダにより指定された。生態学的に多様な植物や海洋生物が生息し、主なものに捻じ曲がったギャリーオーク、優雅に咲く野生のユリ群、ケルプの密集地帯、そして巨大シャチが一帯に生息している。

## ノーザンガルフ諸島
- デンマン島
- ホーンビー島
- ラスクエティ島
- テキサーダ島
- コルテス島
- クアドラ島

上記のノーザンガルフ諸島の島々は、ガルフ諸島の一部として考えられることもあるが、ジョージア海峡に位置していない為、厳密には単独でディスカバリー諸島を形成しているとも言える。
英語版より翻訳